# Schwobbach
Der Schwobbach ist ein etwa einen Kilometer langer linker Zufluss der Sauer in der Südpfalz.

## Name
Der Name ist eine Verkürzung von Schwob(tal)bach. Das Schwobtal wurde 1159 als Svaptal erstmals schriftlich erwähnt und bedeutet „Tal der Schwaben“.

## Verlauf
Der Schwobbach entspringt auf einer Höhe von 212 m ü. NN in einer gefassten Quelle im westlichen Wasgau in den Wäldern des Staatsforstes Schönau zwischen dem Nordhang des Schwobberges und den südlichen Ausläufern des Großen Adelsberges. Er fließt zunächst ungefähr 260 m nordwestwärts, wendet sich dann nach Südwesten. Nach weiteren 200 m verschwindet er verrohrt in den Untergrund und wird dort auf seiner linken Seite von einem Waldbächlein gespeist. Etwa einen viertel Kilometer weiter westlich taucht er wieder an der Oberfläche auf und wird kurz darauf zu zwei kleinen Fischweihern gestaut. Er unterquert nun die L488 und mündet schließlich auf einer Höhe von 212 m ü. NN nördlich von Schönau im  etwa 120 ha großen Naturschutzgebietes Königsbruch  in den Saarbach.

## Umwelt
Das Schwobbachtal wird durch binsenbewachsene Feuchtwiesen, Seggenriede und Hochstaudenflure geprägt. In dieser Umwelt gedeihen zahlreiche seltene Pflanzenarten.
Die Insektenwelt wird u. a. von Becher-Azur- und Blaugrüner Mosaikjungfer, sowie Steinfliegen und Köcherfliegen vertreten.
Auch Wasserfrösche und die Gebirgsstelze wurden beobachtet.